# 協和コンサルタンツ
株式会社協和コンサルタンツ（きょうわコンサルタンツ）は、東京都渋谷区笹塚に本社を置く大手の老舗総合建設コンサルタント会社。

## 沿革
- 1961年8月29日 - 東京都練馬区に設立。
- 1974年 - 東京都渋谷区に本社社屋完成、移転。
- 1993年6月22日 - 日本証券業協会に株式を店頭登録。
- 2000年 - ISO 9000認証取得。
- 2001年 - ISO 14000認証取得。
- 2004年 - ジャスダック証券取引所上場銘柄となる。
- 2016年10月 - 小水力発電機の販売開始[1]
- 2016年12月 - 株式会社サイブリッジが10.18%を保有し筆頭株主及び主要株主となる。[2]

## 主要取引先
- 国土交通省
- 防衛省
- その他省庁
- 国際協力機構
- 高速道路・公団各社
- 都道府県、政令指定都市、その他地方自治体

## 関連会社
- 株式会社ケーイーシー・インターナショナル
- 株式会社ケーイーシー商事
- 株式会社ケー・デー・シー